# Las amistades peligrosas (obra de teatro)

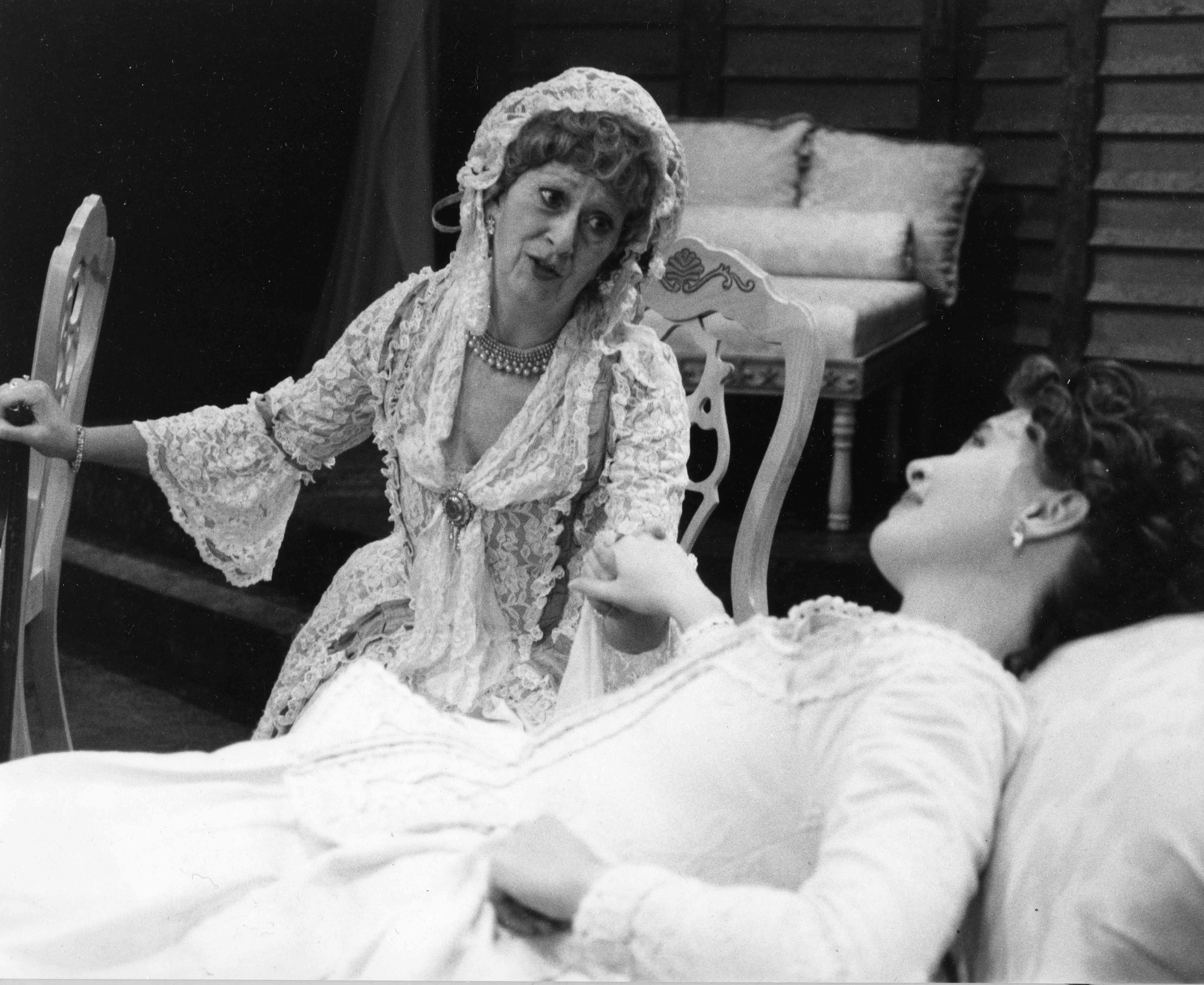
Escena de la puesta en escena de la obra.

Las amistades peligrosas (Les liaisons dangereuses) es una obra de teatro del dramaturgo británico Christopher Hampton, basada en la novela homónima del francés Pierre Choderlos de Laclos. La película de Stephen Frears de 1988 se basa en esta obra.

## Argumento
La obra se centra en las vidas de la marquesa de Merteuil y el vizconde de Valmont, pérfidos personajes y rivales entre sí, que utilizan el sexo como arma de humillación y degradación, mientras disfrutan de lo que consideran un juego perverso. Sus siguientes objetivos serán las virtuosas (y casadas) Madame de Tourvel y Cécile de Volanges.

## Representaciones destacadas
- The Other Place, Stratford-upon-Avon, 24 de septiembre de 1985. Estreno.
  - Dirección: Howard Davies.
  - Intérpretes: Lindsay Duncan (Merteuil), Alan Rickman (Valmont), Juliet Stevenson (Tourvel), Lesley Manville (Cécile de Volanges), Sean Baker (Danceny).

- Teatro Albéniz, Madrid, España, 2001.[1][2]
  - Dirección: Ernesto Caballero.
  - Traducción: Mercedes Abad.
  - Intérpretes: Maribel Verdú (Tourvel), Toni Cantó (Valmont), Amparo Larrañaga (Merteuil), Carmen Bernardos, Susana Hernández, Inge Martín, Nicolás Belmonte, Francisco Déniz, Esther Acevedo.

- American Airlines Theatre, Broadway, Nueva York, 2008.
  - Dirección: Rufus Norris.
  - Intérpretes: Laura Linney, Ben Daniels, Mamie Gummer, Benjamin Walker, Siân Phillips.

- Théâtre de l'Atelier, París, 2012.[3]
  - Dirección: John Malkovich.
  - Intérpretes: Julie Moulier, Jina Djemba, Yannik Landrein.

- Naves del Matadero Teatro Español, Madrid, 2015
  - Dirección: Darío Facal
  - Intérpretes: Carmen Conesa, Cristóbal Suárez/ Edu Soto, Iria del Río, Lola Manzano, Mariano Estudillo y Lucía Díez.